# Église Sainte-Marie de Talló
L'église Sainte-Marie de Talló (en catalan : Santa Maria de Talló) est une église romane située à Bellver de Cerdanya, commune espagnole de la comarque (région) de Basse-Cerdagne en Catalogne.

## Localisation
L'église est située au hameau de Talló, à 1 km au sud du village de Bellver de Cerdanya.

## Historique
L'église est mentionnée pour la première fois dans l'« Acte de Consécration de la Cathédrale de la Seu d'Urgell » au Xe siècle.
L'abside romane date du XIe siècle tandis que le clocher et le porche datent du XVIIe siècle.

## Architecture
L'église, de grande taille par rapport aux églises romanes de Cerdagne et de Basse-Cerdagne, est édifiée en moellon et couverte de tuiles : elle se compose d'une nef unique, d'un chevet semi-circulaire et d'un clocher carré.
La façade occidentale est percée d'un oculus encadré de deux fenêtres étroites. Elle est surmontée d'un clocher-mur percé de deux baies campanaires et précédée d'un porche profond couvert d'un toit en appentis.
Les façades latérales sont rythmées par des contreforts cylindriques.

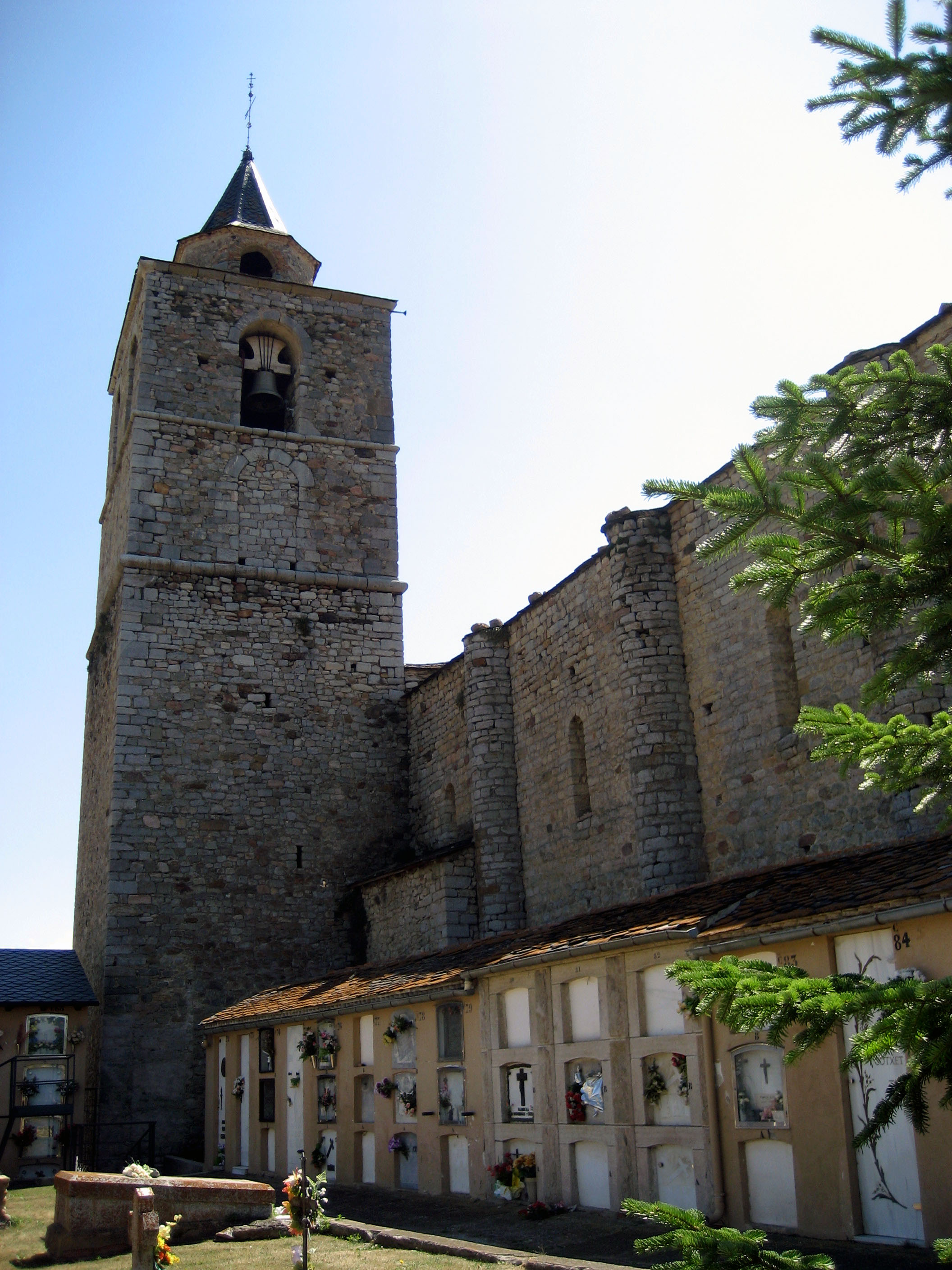
Clocher et façade latérale avec le cimetière.
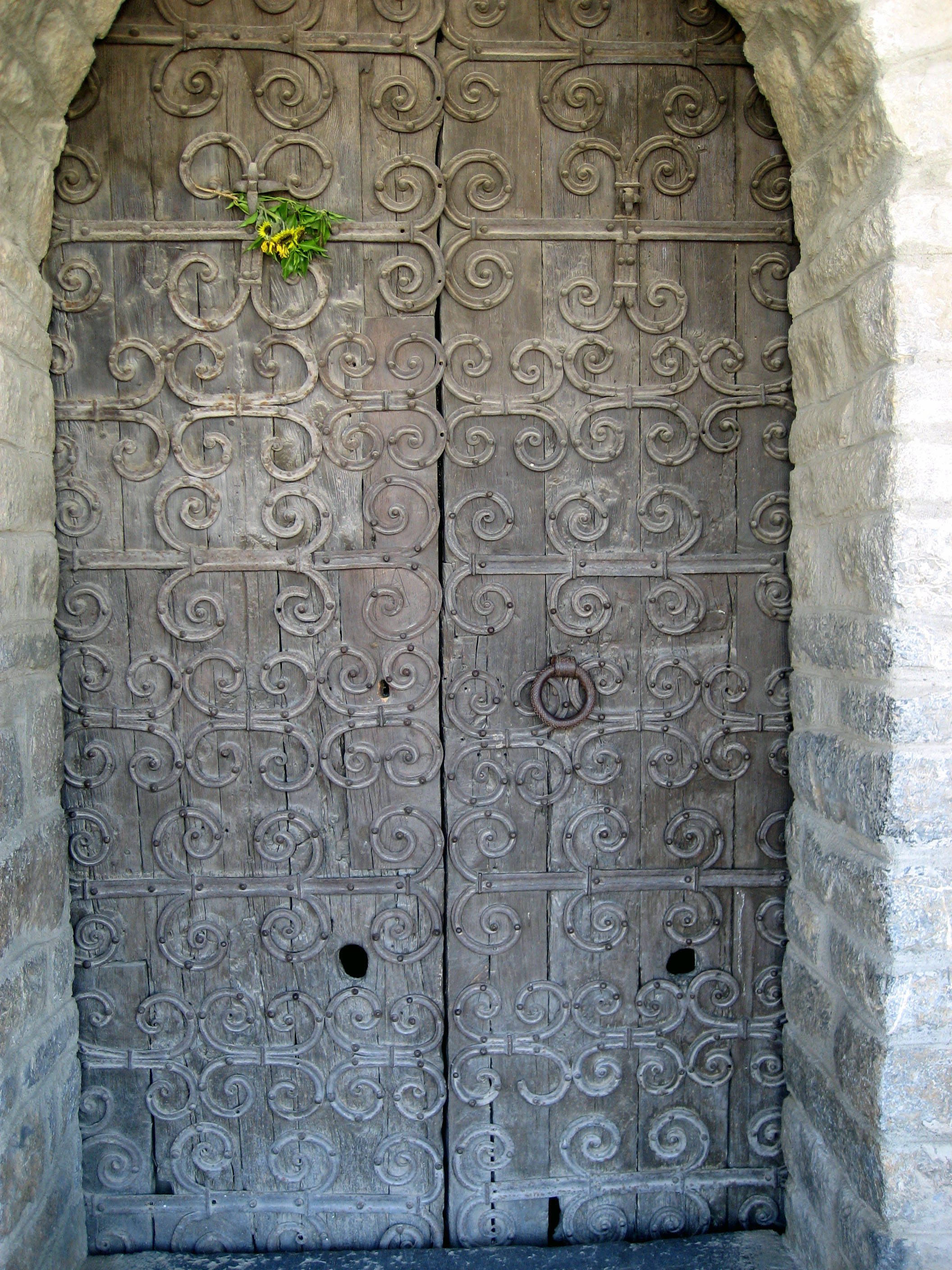
Porte avec ferronerie romane.
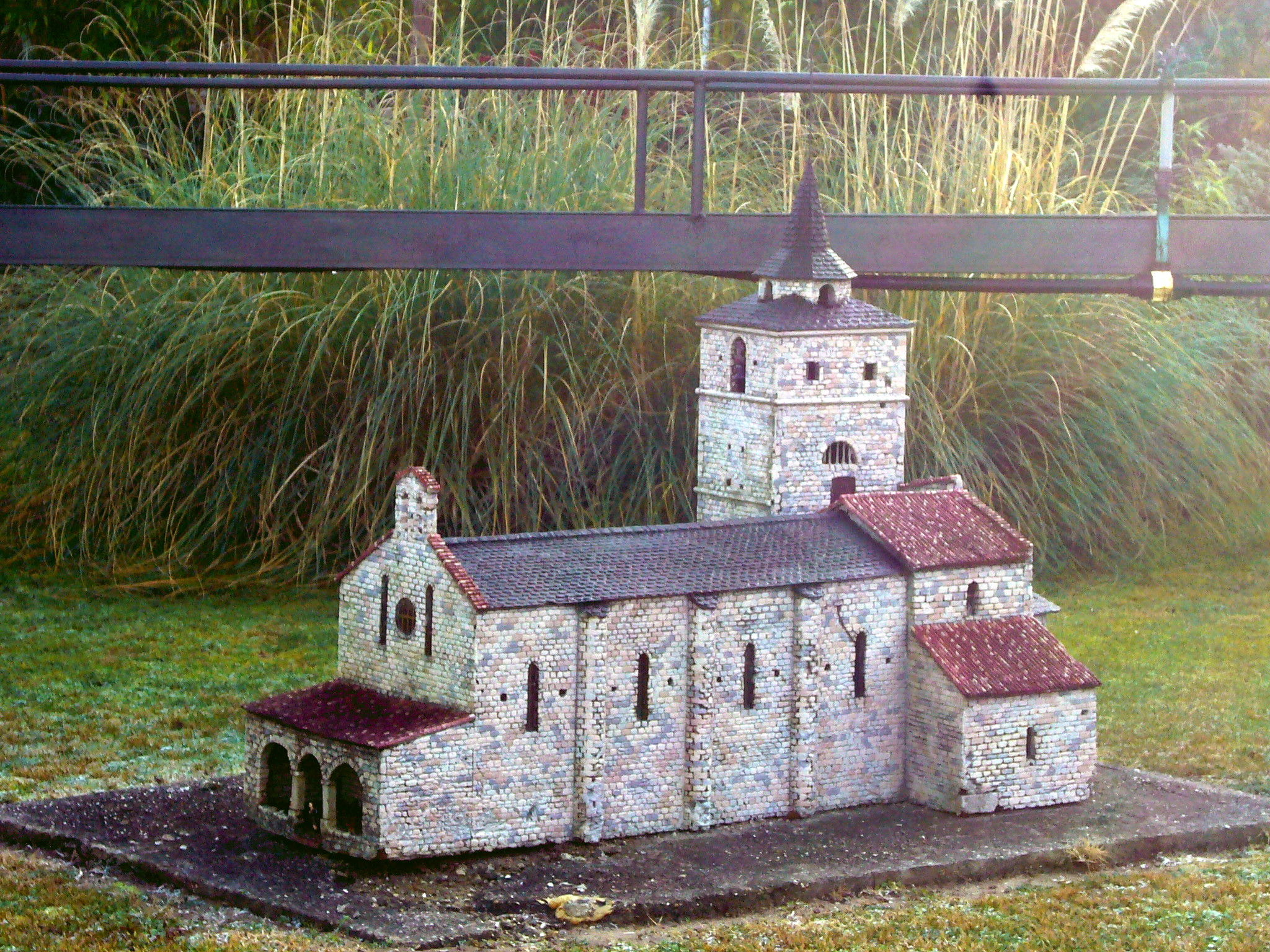
Maquette de l'église.
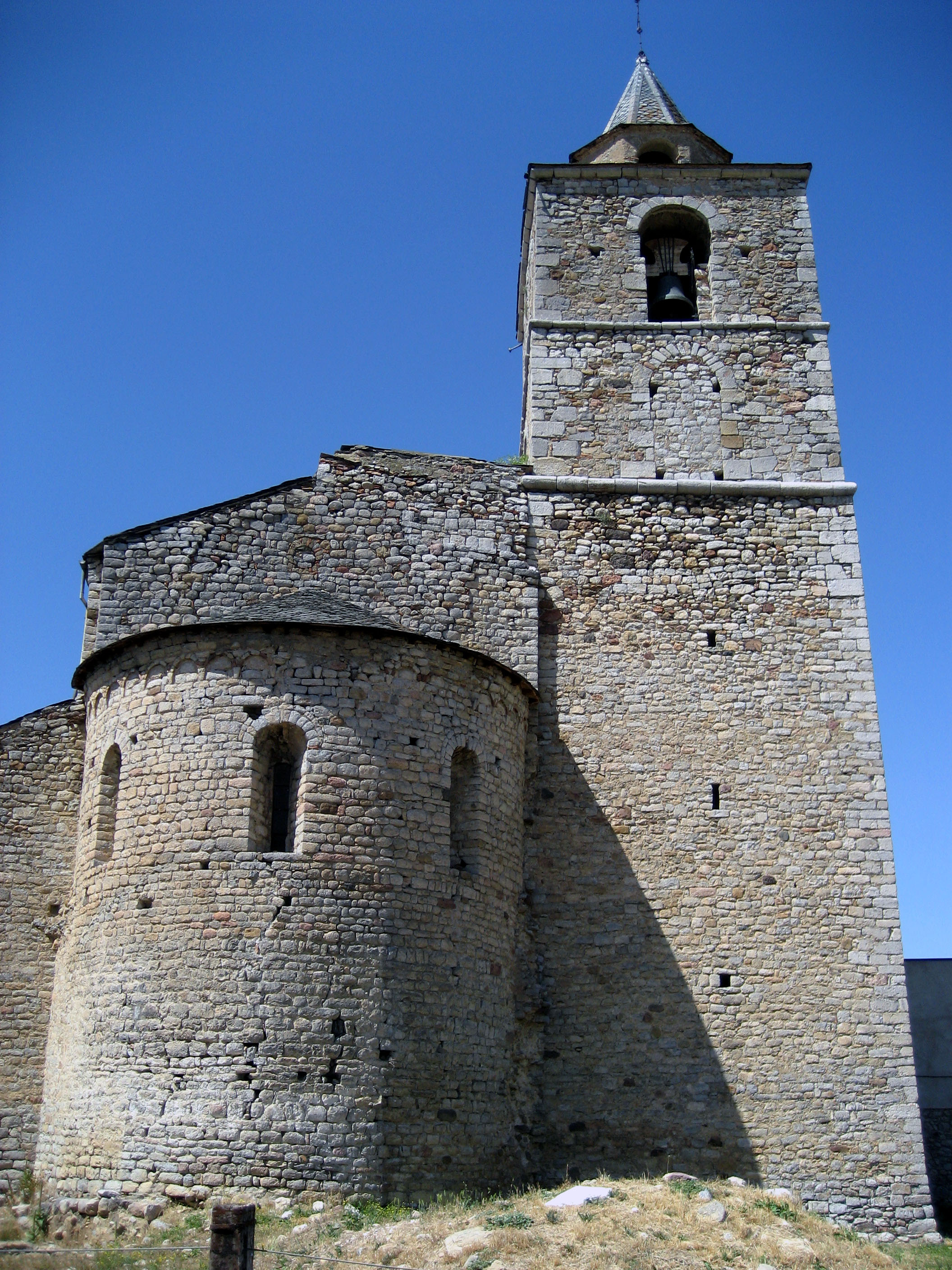
Abside et clocher.